# Pad Italije (1981.)
Pad Italije, hrvatski dugometražni film iz 1981. godine.